# Eleni (film, 1985)
Ne doit pas être confondu avec Eléni : La Terre qui pleure.
Eleni est un film américain réalisé par Peter Yates, sorti en 1985. Adaptation cinématographique du livre autobiographique du même nom écrit par le journaliste américain d'origine grecque Nicholas Gage, il est basé sur une histoire vraie. 

## Synopsis
Le journaliste d'origine grecque Nicholas Gage vit aux États-Unis depuis 30 ans lorsqu'il décide de revenir dans son pays natal pour résoudre le mystère entourant la mort de sa mère Eleni, morte durant la guerre civile grecque dans le village de Lia, dans l'Épire, alors qu'il était enfant. Le film retrace l'effet de la guerre sur le village dans les années 1940 et examine les conséquences de l'invasion de ce dernier par les guérilleros communistes.

## Fiche technique
- Titre : Eleni
- Réalisation : Peter Yates
- Scénario : Nicholas Gage, en collaboration avec Steve Tesich.
- Musique : Bruce Smeaton
- Directeur de la photographie : Billy Williams
- Montage : Ray Lovejoy
- Pays de production :  États-Unis
- Genre : Drame
- Durée : 114 minutes
- Date de sortie : 1985

## Distribution
- Kate Nelligan : Eleni
- John Malkovich : Nicholas Gage
- Linda Hunt : Katina
- Oliver Cotton : Katis
- Ronald Pickup : Spiro
- Rosalie Crutchley : la Grand-Mère
- Glenn Headly : Joan
- Dimitra Arliss : Ana

## Autre
Le Président américain Reagan a cité le film comme source d'inspiration pour ses discours lors des réunions avec les dirigeants soviétiques, en 1987.

## Note et référence
1. ↑  (en) « Address to the Nation on the Soviet-United States Summit Meeting », sur ucsb.edu (consulté le 16 avril 2023).